# Alemanha Oriental nos Jogos Olímpicos de Inverno de 1968
A Alemanha Oriental mandou 57 competidores que disputaram nove modalidades nos Jogos Olímpicos de Inverno de 1968, em Grenoble, na França. A delegação conquistou 5 medalhas no total, sendo uma de ouro, duas de prata e duas de bronze.